# Blechnum schiedeanum
Blechnum schiedeanum là một loài thực vật có mạch trong họ Blechnaceae. Loài này được (Schltdl. ex C. Presl) Hieron. mô tả khoa học đầu tiên năm 1908.